# Robert Haas
Robert Maria Haas (ur. 15 sierpnia 1886 w Pradze, zm. 4 października 1960 w Wiedniu) – austriacki muzykolog.

## Życiorys
Studiował na uniwersytetach w Pradze, Wiedniu i Berlinie. W 1908 roku na Uniwersytecie Praskim obronił doktorat na podstawie pracy Das Wiener Singspiel. W latach 1908–1909 był asystentem Guido Adlera w Instytucie Historii Muzyki na Uniwersytecie Wiedeńskim. Od 1910 do 1914 roku działał jako dyrygent teatrów operowych w Münsterze, Erfurcie, Konstancji i Dreźnie. W 1914 roku został sekretarzem „Corpus scriptorum de musica medii aevi” i „Denkmäler der Tonkunst im Österreich”. Jego pracę przerwał wybuch I wojny światowej, w trakcie której został powołany do wojska i służył na froncie. Po demobilizacji w 1918 roku podjął pracę w dziale zbiorów muzycznych w Bibliotece Narodowej w Wiedniu, od 1920 do 1945 roku był jego kierownikiem. W 1923 roku obronił na Uniwersytecie Wiedeńskim habilitację na podstawie pracy Eberlins Schuldramen und Oratorien. W 1927 roku objął nadzór nad założonym przez Anthony’ego van Hobokena Archiv für Photogramme musikalischer Meisterhandschriften. W 1945 roku przeszedł na emeryturę.
W swojej pracy naukowej zajmował się przede wszystkim muzyką XVII i XVIII wieku, zwłaszcza operą i twórczością kompozytorów działających w Wiedniu. Twórczość muzyczną epoki rozpatrywał na tle ówczesnej myśli estetycznej, w swoich pionierskich rozważaniach zwrócił uwagę na problem praktyki wykonawczej w ramach historii muzyki. Podjął prace nad krytycznym wydaniem dzieł Antona Brucknera. Opublikował monografie poświęcone W.A. Mozartowi i Ludwigowi van Beethovenowi.

## Wybrane prace
(na podstawie materiałów źródłowych)
- Gluck und Durazzo im Burgtheater (Wiedeń 1925)
- Die estensischen Musikalien: Thematisches Verzeichnis mit Einleitung (Ratyzbona 1925)
- Die Wiener Oper (Wiedeń 1926)
- Wiener Musiker vor und um Beethoven (Wiedeń 1927)
- Die Musik des Barocks (Poczdam 1928)
- Aufführungspraxis der Musik (Poczdam 1931)
- W. A. Mozart (Poczdam 1933, 2. wyd. 1950)
- Anton Bruckner (Poczdam 1934)
- Bach und Mozart in Wien (Wiedeń 1951)
- Ein unbekanntes Mozart-Bildnis (Wiedeń 1955)